# Langues turciques
Cet article concerne les langues turques. Pour les peuples turcs, voir Peuples turcs.
Les langues turciques, pour les distinguer du turc moderne de Turquie, ou langues turques, forment une famille d'une trentaine de langues réparties dans une vaste région allant de l'Europe de l'Est à l'ouest de la Chine et de Chypre à la Sibérie. On estime que 200 à 250 millions de personnes pratiquent une langue turque comme langue maternelle, et plusieurs dizaines de millions supplémentaires comme seconde langue.

## Caractéristiques
Les traits caractéristiques des langues turques sont l'ordre SOV (toutes les langues du groupe), l'harmonie vocalique (certaines l'ont perdu comme l’ouzbek), l'agglutination au moyen de suffixes et l'absence de genre grammatical.

## Estimation du nombre de locuteurs dans le monde

Diagramme de distribution des langues turques

- Turc : 95 millions
- Ouzbek : 40 millions[2]
- Azéri : 35 millions
- Ouïghour : 20 à 25 millions
- Kazakh : 16 millions
- Tatar : 8 millions
- Turkmène : 7 millions
- Kirghize : 4 millions
- Bachkir : 2 millions
- Tchouvache : 2 millions
- kachkaï : 1 à 1,5 million
- Iakoute : environ 450 000
- Touvain : environ 200 000
- Salar : 60 000 (2002)[3]
- Khalaj : 20 000[4]
- Aïnou : 12 000 (2017)[5]
- Yugur occidental : 2600 (1999)[6]
- Dolgane : 1054 (2010)[7]

## Vocabulaire
| Français | Vieux turc | Turc             | Azéri  | Turkmène | Tatar   | Kazakh  | Ouzbek | Ouïghour |
| -------- | ---------- | ---------------- | ------ | -------- | ------- | ------- | ------ | -------- |
| Maman    | ana/ene    | anne/ana         | ana    | ene      | ana/äni | ana     | ona    | ana      |
| Nez      | burun      | burun            | burun  | burun    | borın   | murın   | burun  | burun    |
| Bras     | qol        | kol              | qol    | qol      | qul     | qol     | qo'l   | qol      |
| Route    | yól        | yol              | yol    | ýol      | yul     | jol     | yo'l   | yol      |
| Terre    | topraq     | toprak           | torpaq | topraq   | tufraq  | topıraq | tuproq | tupraq   |
| Sang     | qan        | kan              | qan    | gan      | qan     | qan     | qon    | qan      |
| Cendre   | kül        | kül              | kül    | köl      | kül     | kul     | kul    | kül      |
| Eau      | súb        | su               | su     | suw      | su      | suw     | suv    | su       |
| Blanc    | áq         | beyaz ou ak      | ağ     | ak       | aq      | aq      | oq     | aq       |
| Noir     | qara       | siyah ou kara    | qara   | garä     | qara    | qara    | qora   | qara     |
| Rouge    | qızıl      | kırmızı ou kızıl | qızıl  | qyzyl    | qızıl   | qızıl   | qizil  | qizil    |
| Ciel     | kők        | gök              | göy    | gök      | kük     | kök     | ko'k   | kök      |

### Structure
| Langues          | Structure de la phrase                                                    |
| ---------------- | ------------------------------------------------------------------------- |
| Français         | Les enfants écrivent notre langue avec l'alphabet latin à l'école.        |
| Gagaouze         | Uşaklar şkolada dilimizi latin alfavitindä yazêr.                         |
| Turc             | Çocuklar okulda dilimizi latin alfabesi ile yazıyorlar.                   |
| Azéri            | Uşaqlar məktəbdə dilimizi latin əlifbası ilə yazırlar.                    |
| Turkmène         | Çagalar mekdepde dilimizi latyn elipbiýi bile(n) ýazýar.                  |
| Ouzbek           | Bolalar maktabda tilimizni latin alifbosi bilan / ila yozadi.             |
| Ouïghour         | Balilar mektepte tilimizni latin elipbesi bilen yazidu.                   |
| Kazakh           | Balalar mektepte tilimizdi latın älipbiyimen jazadı.                      |
| Kirghize         | Baldar mektepte tilibizdi latin alfaviti menen cazat.                     |
| Tatar            | Balalar mäktäptä telebezne latin älifbası (alfavitı) belän (ilә) yazalar. |
| Bachkir          | Balalar mäktäptä telebeźźe latin älifbahı (alfavitı) menän yaźa.          |
| Touvain          | Uruglar surguulda dılıvıstı Latın alfavidi-bile bijiirler.                |
| Tatar de Sibérie | Pallar mâktâptâ telebesne latin âlîppâ mân jasatlar.                      |

## Liste et classification

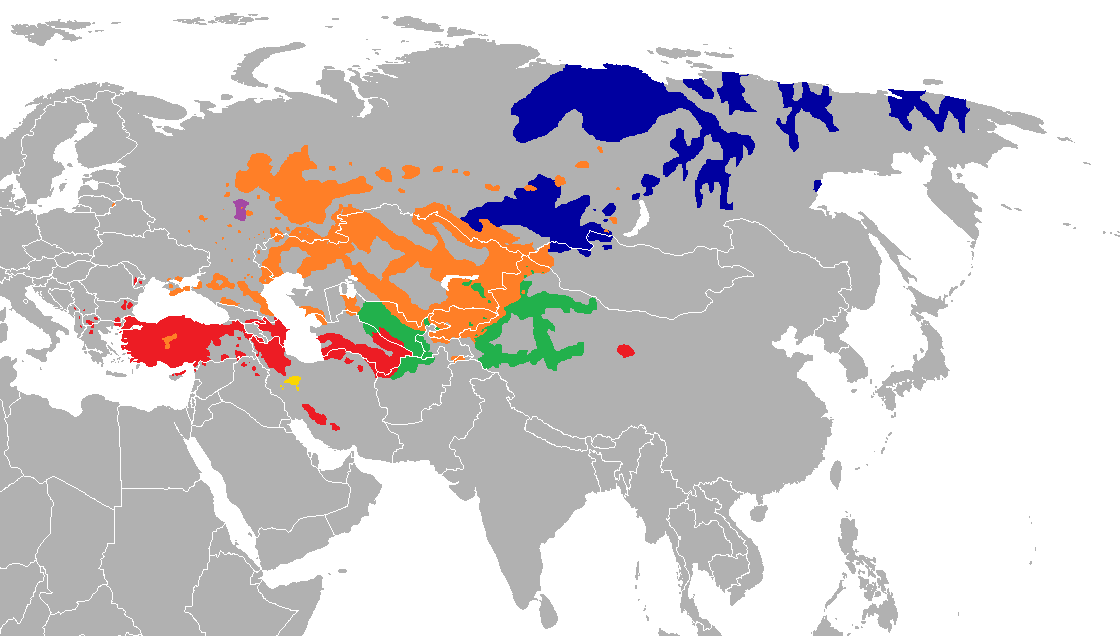
Répartition géographique des branches des langues turques :
langues oghouzes
langues kiptchak
langues ouïghoures
langues turques sibériennes
langues oghoures
langues arghu

Selon Lars Johanson, la famille des langues turques peut être divisée en six branches :
1. sud-ouest (langues oghouzes) ;
2. nord-ouest (langues kiptchak) ;
3. sud-est (langues ouïghoures) ;
4. nord-est (langues turques sibériennes) ;

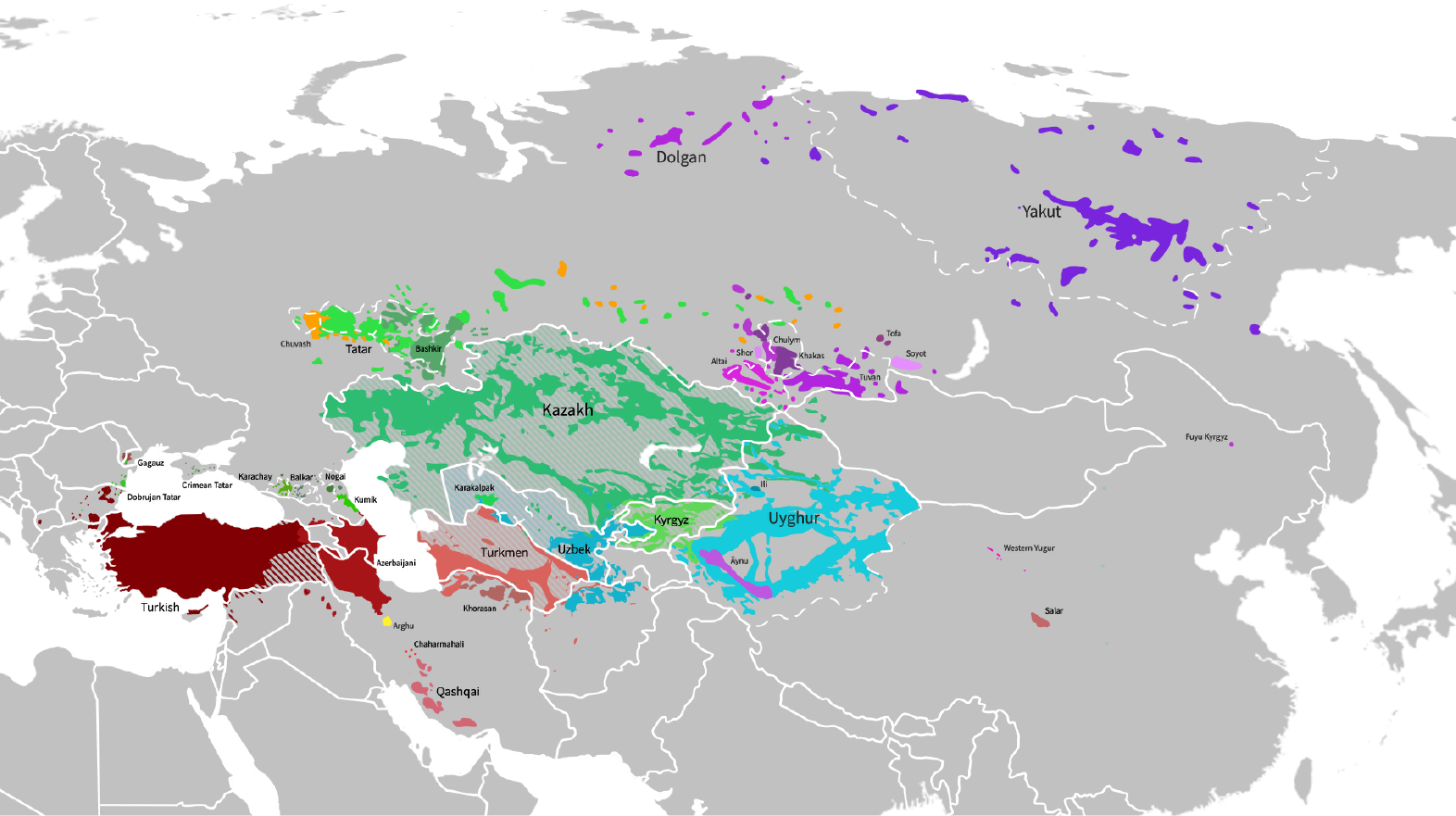
Distribution des langues turciques actuelles par zones

Langues turciques par États modernes (ou subdivisions administratives) en langue officielle

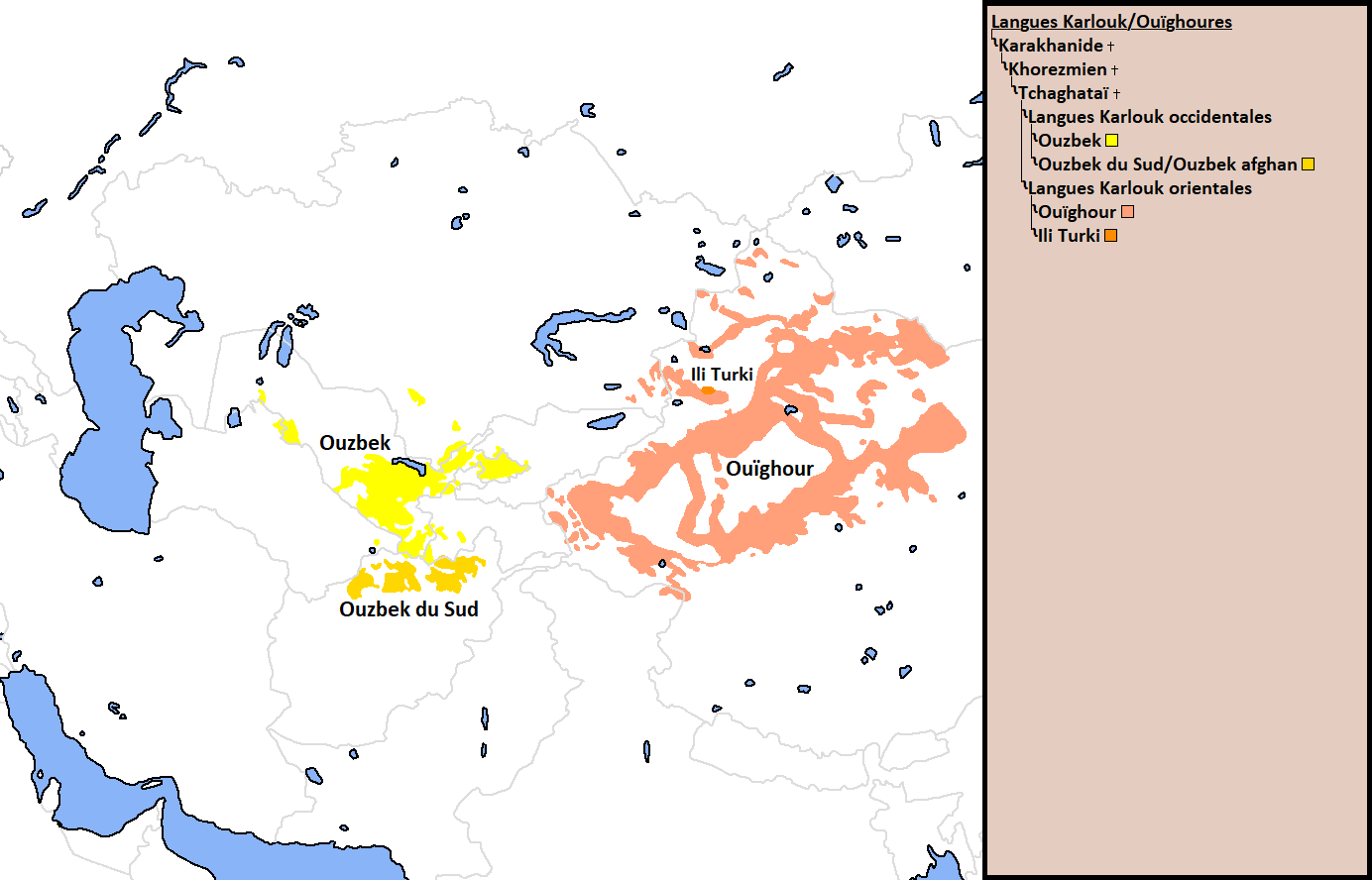
Langues karloukes/ouïghoures

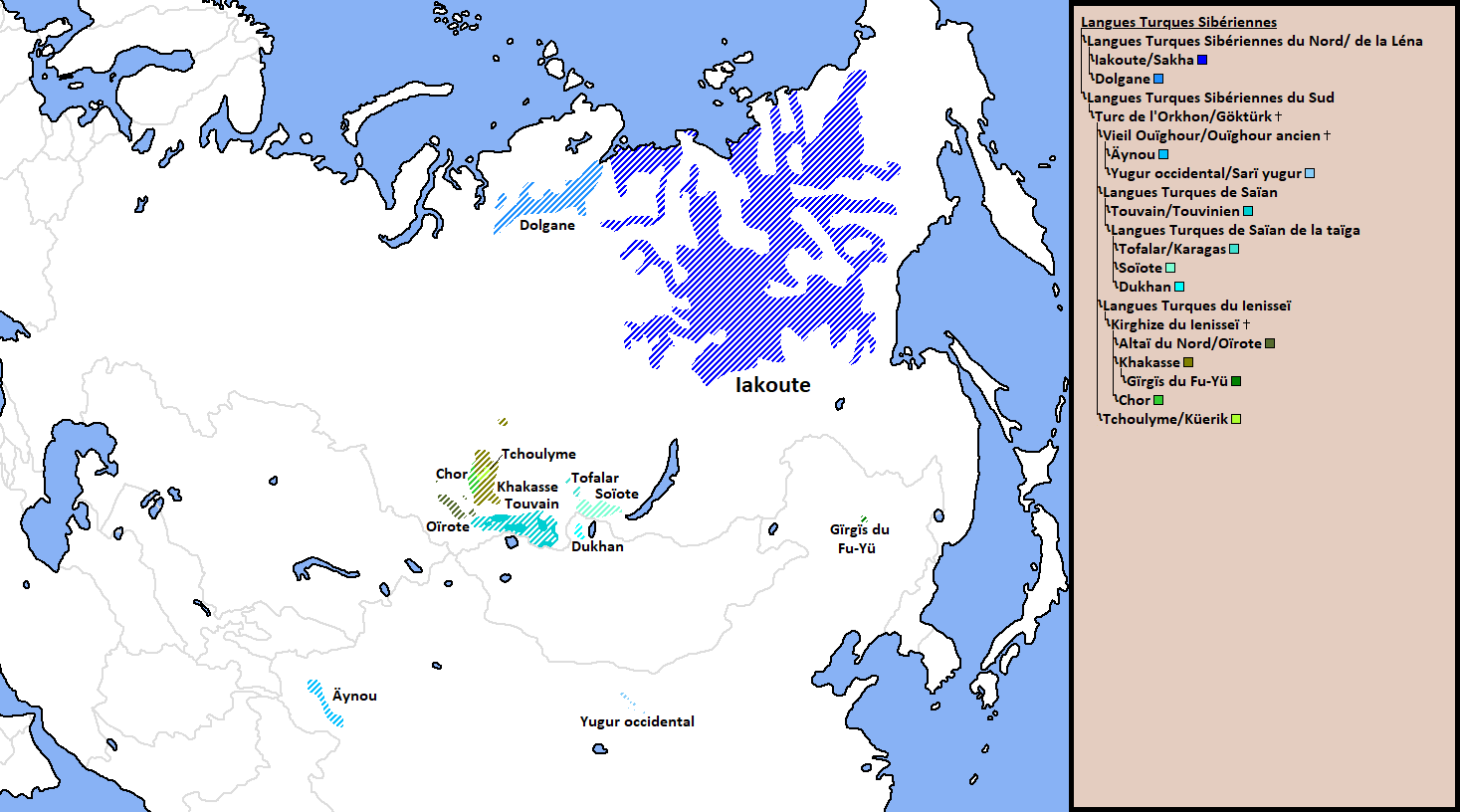
Langues turciques sibériennes

5. langues oghoures ;
6. arghu.

### Détail de la classification
1. Groupe des langues oghouzes (turc commun / turc shaz)
  - petchénègue
  - Groupe oghouze occidental
    - turc (langue officielle de la Turquie et de Chypre du Nord)
      - turc karamanli

    - azéri
    - gagaouze

  - Groupe oghouze oriental (turc commun sud-occidental) 
    - turkmène
    - turc du Khorassan

  - Groupe oghouze méridional
    - afchar
    - kachkaï et aynallu, sonqor, etc.
2. Groupes des langues kiptchak (turc commun nord-occidental) 
  - Groupe kiptchak occidental
    - couman
    - arméno-kiptchak
    - kiptchak mamelouk
    - karatchaï balkar
    - koumyk
    - krymtchak
    - karaïm
    - tatar de Crimée
    - urum

  - Groupe kiptchak septentrional (Volga-Oural)
    - bachkir
    - tatar
    - tatar de Sibérie : baraba, tatar de Tobol-Irtych

  - Groupe kiptchak méridional (aralo-caspien)
    - karakalpak
    - kazakh
    - kirghize
    - nogaï
3. Groupe des langues ouïghoures (turc commun sud-oriental) 
  - Groupe occidental
    - ouzbek

  - Groupe oriental
    - vieux turc
      - ouïghour ancien (éteint)
        - sarï-yugur ou ouïghour jaune

      - turc de l'Orkhon (éteint)

    - tchaghataï
    - ouïghour
    - salar
4. Groupe des langues turciques sibériennes (turc commun nord-oriental)
  - Langues sibériennes du Nord
    - dolgane
    - yakoute

  - Langues sibériennes du Sud
    - Turk de Sayan
      - touvain
      - tofalar ou tofa

    - Turk altaïen : altaï
      - dialectes altaï du Sud : téléoute, telengit
      - dialectes altaï du Nord : tuba-kiji, chalqandu, qumanda

    - Turk de l'Iénisseï
      - khakasse
      - chor
      - gïrgïs de Fu-Yü

    - tchoulym
      - tchoulym inférieur
      - tchoulym moyen
5. Groupe des langues oghoures (lir-turc, turc non-commun)
  - avar d'Asie[9]
  - hunnique
  - khazar
  - proto-bulgare
  - tchouvache
6. Groupe arghu:
  - khalaj (48 villages en Iran)

## Relations externes
Certains linguistes regroupent les langues turciques, mongoliques et toungouses dans une superfamille altaïque, mais cette vision est minoritaire et controversée.